# Alexander von Linsingen
 Alexander Adolf August Karl von Linsingen  (10 februari 1850 - 23 juni 1935) was een Duitse generaal van Joodse afkomst tijdens de Eerste Wereldoorlog. Hij was de Duitse bevelhebber tijdens het Broesilov-offensief.

## Militaire loopbaan
Alexander von Linsingen ontving zijn opleiding aan het lyceum in Hannover en aan een cadettenschool in Hannover en Berlijn. Na zijn opleiding werd hij op 7 april 1868 als vaandrig toegewezen aan het Infanterieregiment "Graf Barfuß" en kwam bij het Pruisische leger. Hier werd hij op 14 oktober 1869 gepromoveerd tot tweede luitenant. Tijdens de Frans-Duitse oorlog nam Linsingen met zijn regiment deel aan de Slag bij Mars-la-Tour, de Slag bij Gravelotte en de slag bij Le Mans, evenals in de veldslagen bij La Maxe, Kanton Charly-sur-Marne, Neuville-aux-Bois, Château Sergueu, Vendôme en Indre-et-Loire. Voor zijn prestaties ontving hij het IJzeren Kruis 2e klas.
Vanaf 1 november 1874 was hij adjudant van het bataljon en met zijn promotie tot eerste luitenant werd hij adjudant bij de 30e Infanteriebrigade in Koblenz; vanaf 29 maart 1875 was hij adjudant bij de 39e Infanteriebrigade in Hannover. Op 12 oktober 1878 was hij à la suite van het Oost-Friese Infanterieregiment "Hertog Friedrich Wilhelm von Braunschweig". Vandaar werd hij op 18 april 1882 overgeplaatst naar Brandenburg an der Havel. Daar werd hij op 14 oktober 1882 kapitein. Als adjudant bij de 31e divisie werd hij op 16 mei 1888 overgeplaatst naar Straatsburg en op 22 mei 1889 overgedragen aan het Grenadiers Regiment "Koning Friedrich Wilhelm III" in Karlsruhe. Later datzelfde jaar kwam hij bij een regiment in Lübeck terecht.
Toen hij op 15 juni 1895 werd gepromoveerd tot luitenant-kolonel, werd hij benoemd tot lid van de staf van het Grenadiers-Regiment "Koning Friedrich Wilhelm IV" in Szczecin (Stettin). Op 18 november 1897 werd hij gepromoveerd tot kolonel en Regimentscommandant van het Grenadiers-Regiment "Koning Frederik de Grote" in Allenstein, vanaf 1898 in Rastenburg.

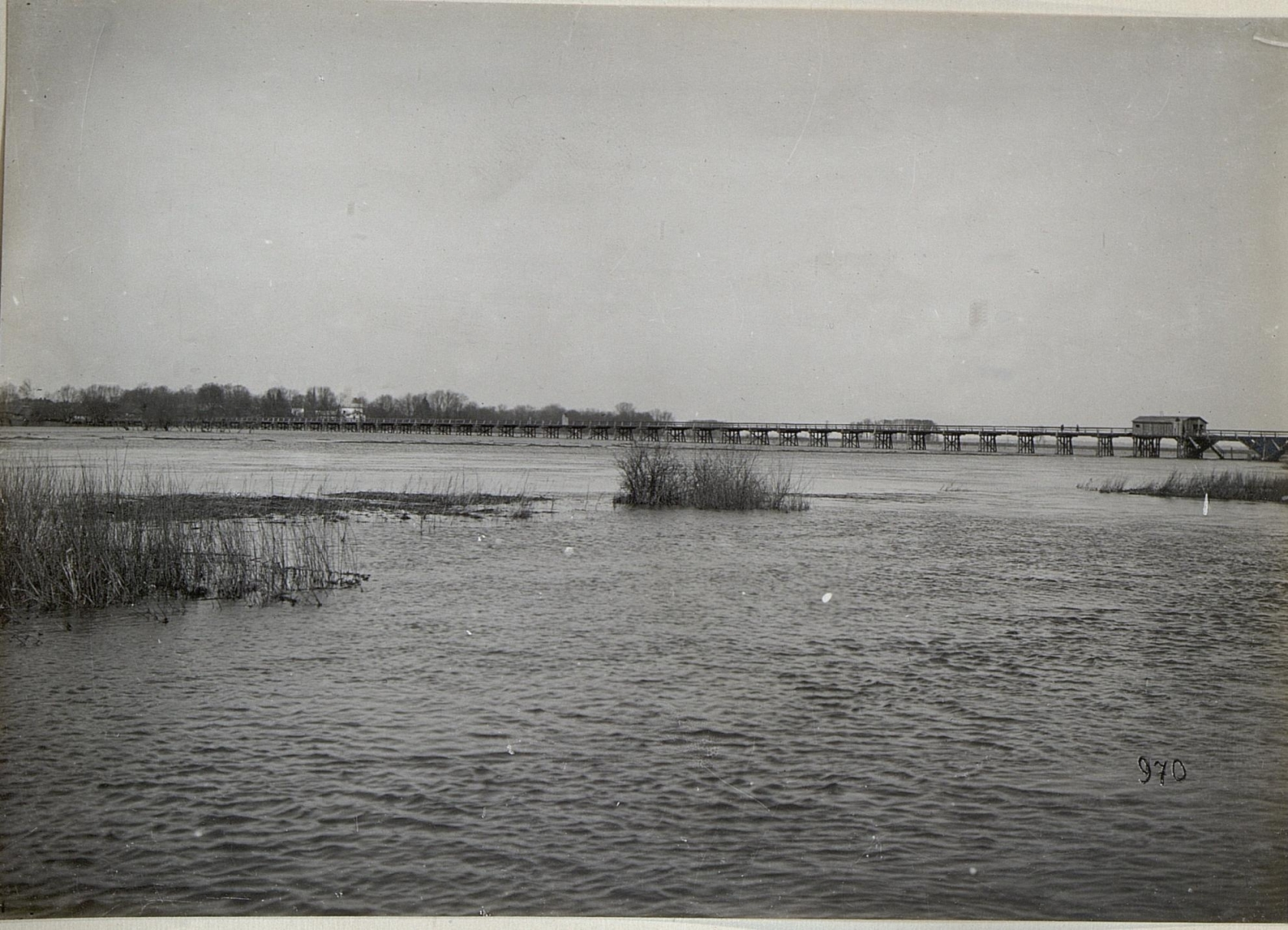
Opening van de Linsingen Brücke, waarschijnlijk nabij Kowel, Oekraïne

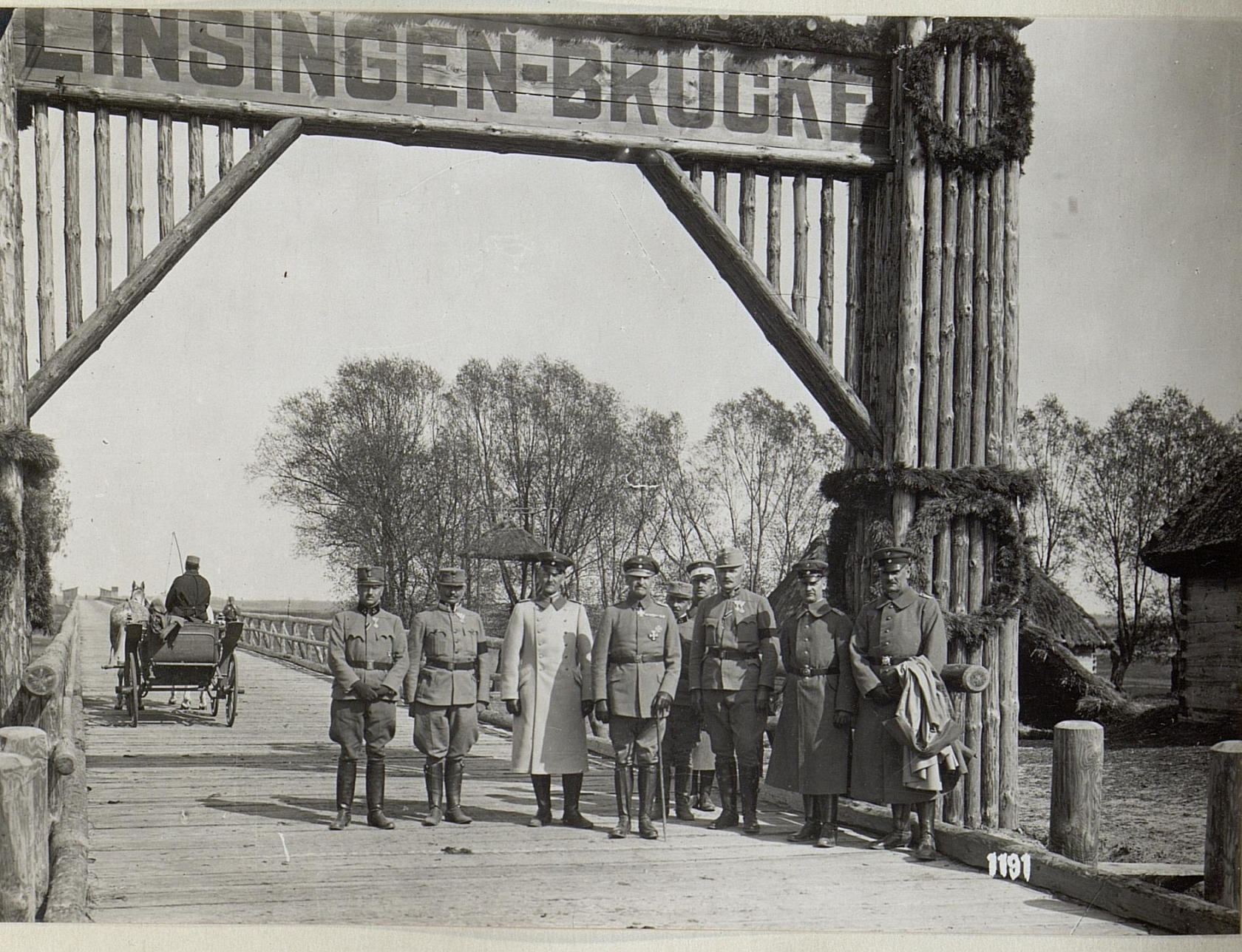
General von Linsingen poseert bij de naar hem genoemde brug

Gepromoveerd tot generaal-majoor en commandant van de 81e Infanteriebrigade, keerde Linsingen op 16 juni 1901 terug naar Lübeck en was, net als tussen 1890 en 1895, opnieuw de hoogste militair in de stad. 
In 1905 nam Linsingen het roer over als luitenant-generaal van de 27e divisie in Ulm. Twee jaar later, na zijn promotie tot generaal werd hij commandant van het 2e Legerkorps in Szczecin.
Met het uitbreken van de Eerste Wereldoorlog betrad zijn korps het westelijke oorlogstoneel en nam voor het eerst deel aan de strijd in de Slag bij Bergen (1914) van 22 tot 23 augustus. Vanaf januari 1915 leidde hij het nieuw opgerichte Südarmee, en vanaf juli van hetzelfde jaar het Bugarmee. Van september 1915 tot 31 maart 1918 voerde hij het bevel over de Legergroep Linsingen, de fusie van het Zuidelijke Leger en het Bugleger. Hij brak tijdelijk het offensief van de Russische generaal Broesilov, veroverde Brest-Litovsk (27-28 augustus 1915) en nam Pinsk in op 16 september 1915. In de periode na de wapenstilstand volgde de veldtocht naar Oekraïne in 1917-1918, de verovering van Toboly en de bezetting van Odessa, Poltava en de Krim.
Op 7 april 1918 werd Linsingen door de keizer gepromoveerd tot kolonel-generaal ter gelegenheid van zijn 50ste verjaardag in het leger. Pas op 1 juni 1918 vond hij een nieuwe bestemming als opperbevelhebber in de Marken en Gouverneur van Berlijn. Bij het uitbreken van de novemberrevolutie was hij er tot op de ochtend van 9 november nog steeds van overtuigd dat er niets verloren ging zolang Berlijn werd vastgehouden. Uit voorzorg had hij in de dagen ervoor troepen die als bijzonder loyaal aan de keizer werden beschouwd, naar de stad gebracht voor versterking. 
Hij nam later op 9 november 1918 ontslag. Op die dag had Philipp Scheidemann vanuit het Rijksdaggebouw de Republiek uitgeroepen en Karl Liebknecht voor het Berliner Stadtschloss de Duitse Sovjetrepubliek. Het laatste bevel van Linsingen was een schietverbod ten opzichte van opstandige matrozen uit Kiel die naar Berlijn marcheerden. "Duitsers schieten niet op Duitsers".

## Privé

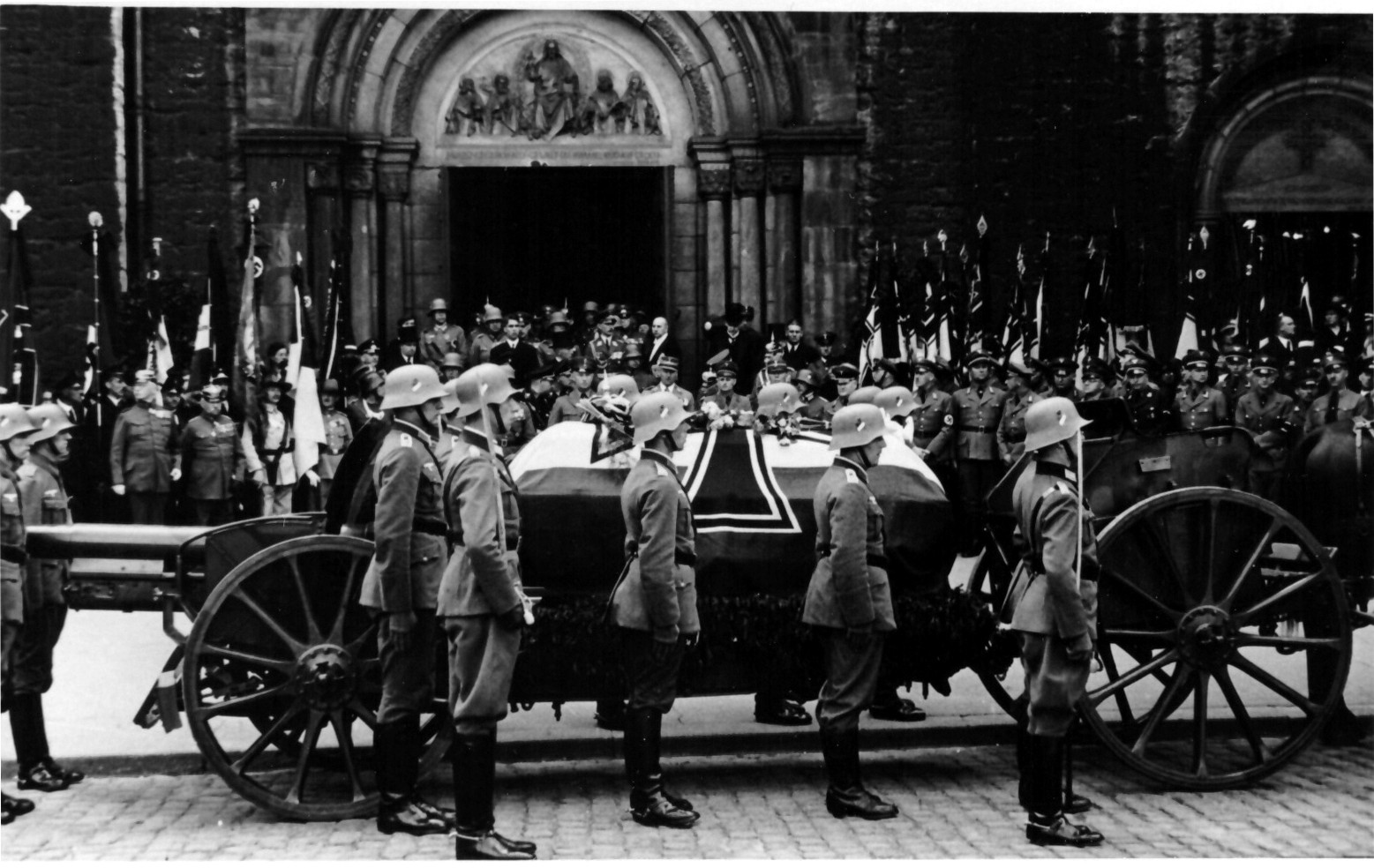
Staatsbegrafenis Alexander von Linsingen 8 juni 1935; voor de Garnisonkirche

Alexander von Linsingen trad op 20 augustus 1880 in Hannover in het huwelijk met Paula Louise Mummy (1860-1885). Uit dit huwelijk werden geboren dochter Maria (1881–1963), zoon Kurt Wilhelm Karl Alexander (1882–1936) en dochter Paula (1885–1970). Na het overlijden van zijn eerste vrouw trouwde hij met Felicie Mary Mummy (1887–1953). Uit dit huwelijk werden geboren zoon Oskar Theodor Ludolf (1889–1929), en zoon Hans-Carl Hermann (1896–1967). Hans-Carl von Linsingen, die in de Eerste Wereldoorlog als luitenant bij de Jagdstaffel 11 was (waarbij ook Rode Baron Richthofen piloot was), ging in de Tweede Wereldoorlog vrijwillig bij de luchtmacht en werd kolonel bij de reservetroepen, commandeur en adviseur van de Roemeense Generale Staf. 
Linsingen werd in het familiegraf op het Neuer St.-Nikolai-Friedhof in Hannover bijgezet; hij kreeg een staatsbegrafenis.

## Onderscheidingen
- Pour le Mérite op 14 mei 1915[1][2]
  - Eikenloof op 6 juli 1915[1][2]
- IJzeren Kruis, 2e klasse[1]
- IJzeren Kruis 1914, 1e klasse
- Kroonorde, 2e klasse met Ster
- Rechtsridder in de Hospitaalorde van Sint-Jan
- Onderscheiding voor Trouwe Dienst (Pruisen)
- Commandeur IIe klasse in de Huisorde van Albrecht de Beer
- Ridder der Tweede Klasse in de Orde van de Leeuw van Zähringen met Eikenloof
- Kruis der Tweede Klasse in de Orde van Militaire Verdienste met Ster
- Grootkruis met de kroon in goud in de Huisorde van de Wendische Kroon
- Grootcommandeurskruis in de Orde van de Griffioen
- Grootkruis in de Frederiks-Orde
- Grootkruis in de Orde van het Zwaard
- Orde van de Zwarte Adelaar op 27 januari 1917
- Grootkruis in de Orde van de Rode Adelaar met Zwaarden op 27 januari 1917